# You Say Party
You Say Party (bis Juni 2010: You Say Party! We Say Die!) ist eine fünfköpfige kanadische Alternative-Band mit teilweise gesellschaftspolitischen Texten, deren Klang als Punk-Funk- oder Disco-Punk bzw. Dance-Punk mit New-Wave-Elementen und hohem Tempo beschrieben wird.

## Bandgeschichte
2003 gründen Krista Lowen (Gesang, Keyboard) und Stephen O’Shea (Bass) in Abbotsford, British Columbia You Say Party! We Say Die!. Der Name bezieht sich auf das Lied 1999 von Prince. Becky Ninkovic wird Sängerin, Derek Adam Gitarrist und Devon Clifford Schlagzeuger der Band. Die Bandmitglieder kennen sich seit der High School, treffen sich zum Fahrradfahren und bei Skatern und Künstlern, die in der wohlhabenden, religiösen Gemeinde zwei Häuser besetzt halten und dort Konzerte geben. Zunächst schreiben Lowen und O’Shea die Lieder, später wird es ein gemeinschaftlicher Prozess.
2004 spielen sie ihr erstes Punk-Konzert in einer Kirche nahe Vancouver. Im selben Jahr veröffentlichen sie die EP Dansk Wad und werden von dem Vancouver Musiklabel Sound Document unter Vertrag genommen. Bei The Blood Brothers und Pretty Girls Make Graves spielen sie als Vorband. Das Debütalbum Hit The Floor! erscheint im September 2005 in Kanada. Das Lied The Gap (Between the Rich and the Poor) wird Indie-Hit und erscheint in Deutschland bei Cheesedream/Kitty-Yo.

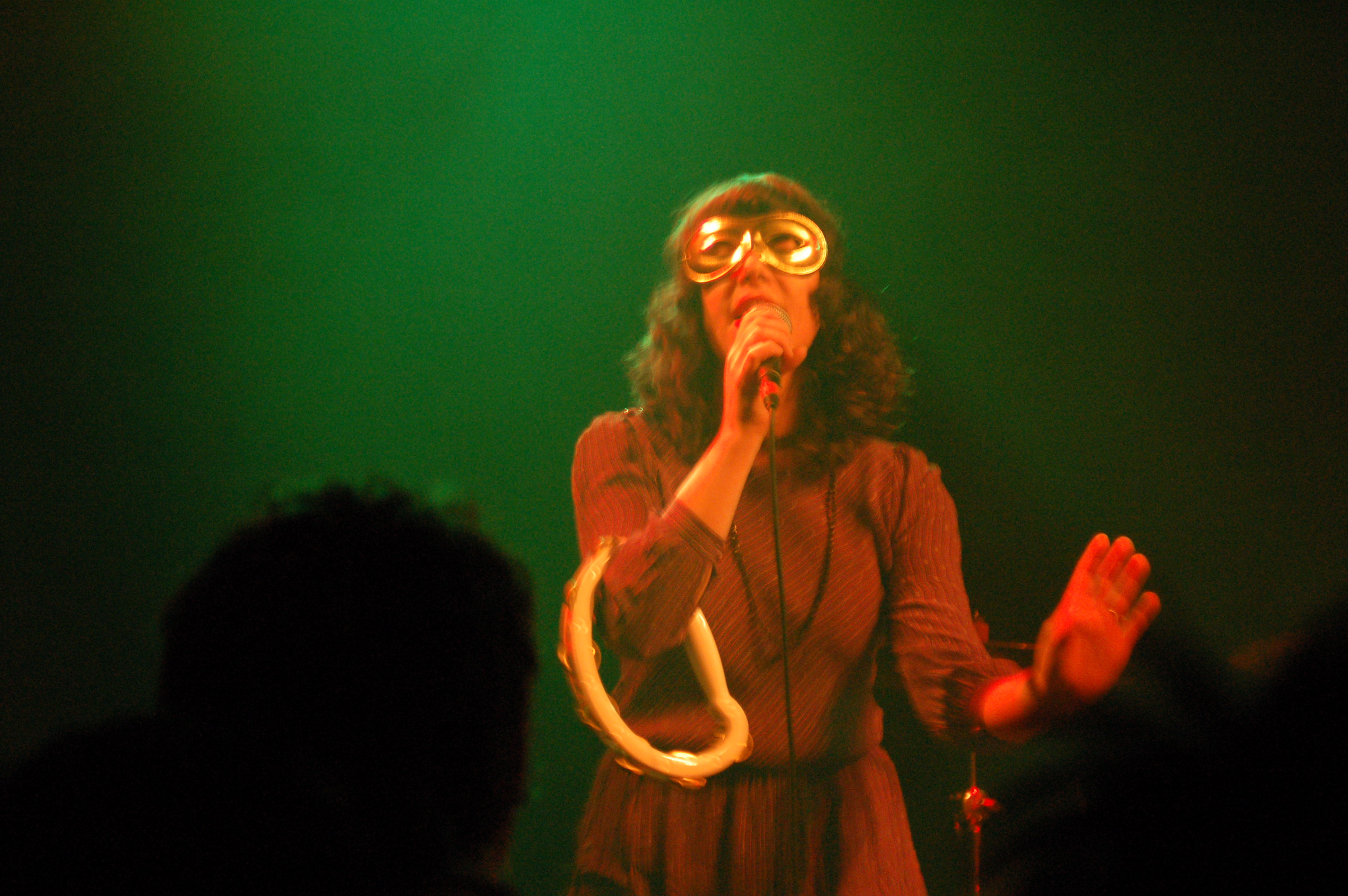
Im Paradiso in Amsterdam am 20. November 2006.

2006 touren You Say Party! We Say Die! durch Großbritannien und Europa und spielen auch ihr erstes Konzert in Deutschland. Im September erscheint Hit The Floor! auch in Europa, im Oktober wird ihnen aufgrund fehlender Arbeitspapiere und schlechter Kommunikation der Behörden die Einreise in die USA verweigert und sie müssen ihre Tour dort absagen. Für ihr zweites Album, Lose All Time, das in Kanada im März 2007 veröffentlicht wird suchen sie ein „größeres, besseres“ Label mit mehr Geld und besseren Strukturen und wechseln zu Paper Bag Records. Im deutschsprachigen Raum wird das Album im August vom Label Play It Again Sam veröffentlicht. Im selben Jahr touren sie durch Europa, geben drei Konzerte in Deutschland. 2008 touren sie in China und Japan. Für das 2009 erschienene Album XXXX veränderten sie ihren Klang mehr in Richtung Indie-Pop-Rock.
Bei einem Konzert im Rickshaw Theatre in Vancouver am 16. April 2010 bricht Clifford aufgrund einer Hirnblutung auf der Bühne zusammen und fällt ins Koma. Ninkovic bittet Fans, den Notruf zu rufen. Zwei Tage später, am Sonntag, dem 18. April 2010, stirbt Devon Clifford trotz einer Notoperation im Alter von 30 Jahren im Krankenhaus. Die anstehende Europa-Tour wird abgesagt, der Bandname in You Say Party geändert, Loewen verlässt die Band. Die anderen machen weiter: „Wir glauben, dass Devon nicht gewollt hätte, dass sein Tod das Ende der Band bedeutet.“ Mit Robert Andow am Keyboard und Bobby Siadat am Schlagzeug der Vancouver Band Gang Violence, mit denen sie zuvor bereits auf gemeinsamen Konzerten gespielt haben, holen sie im Herbst die Europa-Tour nach, veröffentlichen ein Remix-Album einiger Stücke von XXXX und nehmen neue Stücke auf. 2011 trennen sie sich nach siebenjährigem Bestehen jedoch. Ob sie sich nur eine Auszeit nehmen oder ganz auflösen ist damals unklar. Noch im selben Jahr gewinnt das Video zu ihrem Lied Lonely’s Lunch bei den kanadischen Much Music Video Awards in der Kategorie Director Of The Year (Regisseur des Jahres).
Ende 2012 schließen sich Ninkovic, O’Shea, Loewen und Adam wieder zusammen, treten beim zehnjährigen Bestehen von Paper Bag Records auf und beginnen, zu viert an einem neuen Album zu arbeiten. Zukünftig wollen sie, wenn überhaupt, Drumcomputer nutzen. 2013 erscheint das Lied Friend, in dem sie Cliffords Tod verarbeiten. Im selben Jahr erwarten Ninkovic und O’Shea ihr erstes gemeinsames Kind und O’Shea tritt bei Lokalwahlen in British Columbia für die Grüne Partei Kanadas an. 2014 erscheint zum zehnjährigen Bestehen die EP Decennium. 2015 veröffentlichen sie das Lied Ignorance, am 16. Februar 2016 erscheint ihr neues Elektropop-Album You Say Party.

## Diskografie
Als You Say Party! We Say Die!
- 2004: Danskwad (EP, Eigenveröffentlichung)
- 2005: Hit the Floor! (Album, Sound Document)
- 2007: Lose All Time (Album, Paper Bag Records)
- 2008: Remik’s Cube (Remix-Album, Paper Bag Digital)
- 2009: XXXX (Album, Paper Bag Records)

Als You Say Party
- 2010: REMIXXXX (Remix-Album, Paper Bag Digital)
- 2014: Decennium (EP, Digital)
- 2015: You Say Party (Album, Paper Bag Records)